# Eriophorum angustifolium
Eriophorum angustifolium (Honck., 1782), comunemente noto come pennacchi a foglie strette o erioforo a foglie strette, è una pianta della famiglia delle Ciperacee.
Originaria del Nord America, dell'Asia del Nord e del Nord Europa, cresce su terreni torbiosi o acidi, in zone umide aperte o brughiere. Comincia a fiorire in aprile o maggio e, dopo la fecondazione all'inizio dell'estate, i piccoli e insignificanti fiori marroni e verdi sviluppano distintive teste di semi bianche, simili a setole, che assomigliano a ciuffi di cotone; considerando la sua predisposizione ecologica a crescere presso paludi, queste caratteristiche danno origine al nome alternativo della pianta, cotone da palude.

## Descrizione

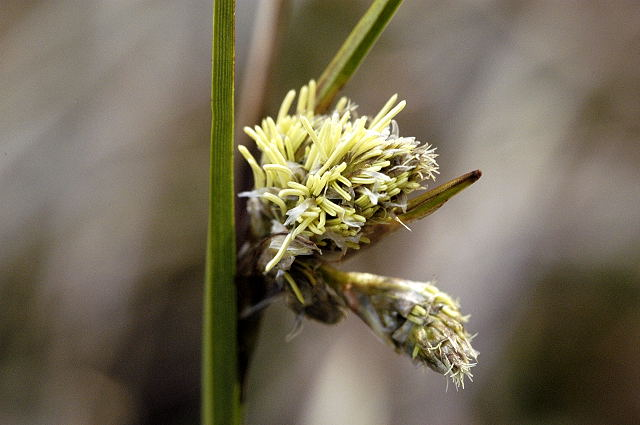
Fioritura in aprile

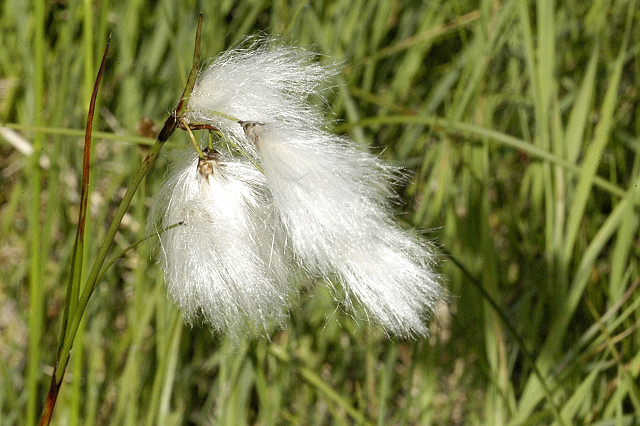
Dopo la fecondazione a giugno

Eriophorum angustifolium è una carice perenne rizomatosa strisciante, con un'abbondanza di radici rosa non ramificate e traslucide. Quando completa la sua crescita, ha uno stelo alto ed eretto a forma di cilindro stretto o prisma triangolare; ha una consistenza liscia e di colore verde. Per quanto concerne l'altezza, le stime parlano di 60 cm, 15–75 cm, fino a 100 cm. L'Eriophorum angustifolium ha un fogliame rigido simile all'erba costituito da foglie lunghe, strette di colore verde scuro scuro, che hanno una singola scanalatura centrale e strette dal loro 2-6 millimetri, e ampia base a punta triangolare. Fino a sette peduncoli e pulli aerei verdi e marroni, circa 4–10 mm di dimensioni, sporgono dalle ombrelle nella parte superiore dello stelo da cui vengono prodotti gli acheni dopo la fecondazione, ciascuno con un singolo pappo; questi si combinano per formare un perianzio bianco distintivo lungo circa 5 cm.
Eriophorum angustifolium è descritto come "una pianta piuttosto noiosa" in inverno e in primavera, ma "semplicemente mozzafiato" in estate e in autunno, quando 1-7 cospicue infiorescenze - composte da centinaia di pappi bianchi paragonabili al cotone, capelli, nappe, e / o setole - si distinguono per l'ambiente naturalmente triste.
Si differenzia da altre specie del genere Eriophorum per habitat e morfologia. I suoi molteplici capolini e la crescita dai rizomi lo distinguono da Eriophorum vaginatum, che ha un solo capolino e cresce da fitte chiuse. Sebbene abbia 2-12 capolini, ha una crescita classicamente caespitosa (trapuntata) e i suoi pappi sono biforcuti. I peduncoli lisci e la preferenza per il pH del terreno acido distinguono l'Eriophorum angustifolium dall'Eriophorum gracile, che cresce nella palude con un pH neutro e ha peduncoli scabrosi (ruvidi).

## Biologia
La riproduzione sessuale  inizia con la fioritura in primavera o all'inizio dell'estate (o intorno a maggio), quando vengono prodotti gruppi di 3-5 fiori marroni. La fecondazione di solito ha luogo a maggio o giugno, tramite l'anemofilia (impollinazione del vento), e il perianzio simile a una setola bianca, composto da acheni con pappi (semi con peli) quindi cresce verso l'esterno per apparire come brevi ciuffi di filo di cotone. Questi pappi durano bene fino all'estate, che durano da giugno a settembre. Come il pappus di Taraxacum (denti di leone), questo aiuta nella dispersione del vento e funge anche da isolamento termico, conservando la temperatura degli organi riproduttivi della pianta intrappolando la radiazione solare.

### Distribuzione e habitat

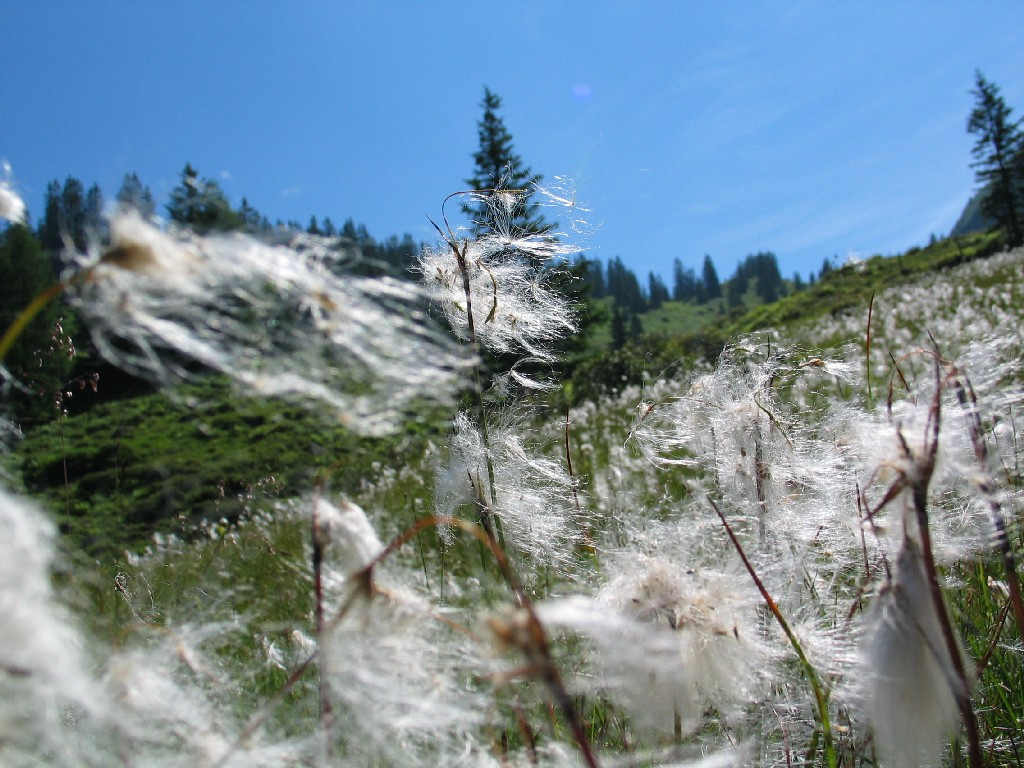
I semi di Eriophorum angustifolium sono adatti alla disseminazione anemocora.

La specie è diffusa nell'emisfero settentrionale e presente in Eurasia, Nord America e Isole britanniche, dove si trovano paludi, brughiere, zone umide e brughiere aperte, con acque stagnanti e torba calcarea o terreno acido. Può sopravvivere nel subartico e nell'Artico e si trova in Alaska, Finlandia e Groenlandia fino a 83° nord Il botanico britannico William Turner Thiselton-Dyer ha registrato l'Eriophorum angustifolium nel Sudafrica nel 1898.
In Nord America si trova a nord dall'Alaska attraverso Manitoba e le praterie canadesi a Terranova e Labrador, nel Pacifico nord-occidentale e nello stato di Washington, attraverso gli Stati Uniti del Midwest attraverso il Michigan e l'Iowa, lungo la costa orientale fino a sud-est (New York e New Jersey) e fino a sud-ovest (Nuovo Messico). In Eurasia, l'Eriophorum angustifolium è distribuito in tutto il Caucaso, nella Russia europea e nell'Asia del Nord, tra cui nella Siberia e nella penisola della Kamchatka, e a sud-est della Manciuria e della Corea. Cresce in tutta l'Europa continentale, ad eccezione del bacino del Mediterraneo, dalla Scandinavia nel nord e fino a sud fino alla regione settentrionale del Portogallo e ai Monti della Pieria della Grecia.
È la più comune delle quattro specie autoctone di Eriophorum nelle Isole britanniche ed è stato registrato come presente in tutte le vice-contee, prosperando particolarmente bene in Irlanda e nelle regioni settentrionali e occidentali della Gran Bretagna, ma meno nelle aree meridionali e orientali. Nei fanghi dell'Irlanda del Nord e delle Pennine meridionali, considerava una specie ruderale, pioniera e chiave di volta, poiché può rapidamente colonizzare e riparare la torba danneggiata o erosa, incoraggiare la ri-vegetazione dei suoi dintorni e conservare sedimenti e il suo paesaggio fungono da serbatoio di carbonio. Nelle contee centrali e meridionali dell'Inghilterra, la specie è rara o assente, ed è stata "completamente distrutta" nel Cambridgeshire, Fens e in altre parti dell'Inghilterra orientale da attività umane come la bonifica. All'interno delle Isole britanniche, l'Eriophorum angustifolium prospera a diverse altitudini dalle paludi a livello del mare e dai prati di pianura, alle brughiere esposte quando è provvisto di un habitat di palude acida o brughiera bagnata.  Ha un limite altitudinale di 1100 metri sul livello del mare, raggiungendo gli 854 metri nelle montagne irlandesi di Wicklow e 1060 metri nelle Highlands scozzesi.
Eriophorum angustifolium è una pianta perenne resistente, erbacea, rizomatosa, che significa che è resistente al freddo e al gelo e vive per oltre due anni. Cresce vigorosamente dai semi per un periodo di 2-5 anni, e prospera particolarmente bene nella torba appena disturbata, tagliata o erosa. L'Eriophorum angustifolium è proterogino.

## Conservazione
Eriophorum angustifolium ha uno stato di conservazione NatureServe di G5, il che significa che la specie è considerata ecologicamente sicura da NatureServe, priva di minacce alla sua abbondanza globale.

## Tassonomia
La specie fu chiamata Eriophorum angustifolium nel 1782 dal botanico tedesco Gerhard August Honckeny. Il botanico tedesco Albrecht Wilhelm Roth pubblicò questo nome nel 1788, riferendosi all'opera di Honckeny, e talvolta viene erroneamente considerato l'ideatore del nome della specie. Il nome del genere Eriophorum è costituito da due antiche parole greche - εριων  ( erion, "lana") e φόρος (-phoros  , "-cuscinetto") - riferito alle teste di semi fibrose del genere, che assomigliano a ciuffi di filo. L'epiteto specifico angustifolium  è composto dalle parole latine angustus  ("stretto") e folium  ("foglia"). Il nome linneo Eriophorum polystachion è un nomen rejiciendum, essendo basato su un lotto misto di campioni. Lo Scirpus angustifolius è una combinazione successiva pubblicata dal botanico giapponese Tetsuo Koyama nel 1958, ma questo incarico generico non è ampiamente accettato.
All'interno della specie Eriophorum angustifolium sono riconosciute due sottospecie: la sottospecie autentica Eriophorum angustifolium angustifolium, che si trova in siti più meridionali, e Europhorum angustifolium triste, che ha una distribuzione sovrapposta, ma più settentrionale. Le due sottospecie differiscono anche in altezza e rugosità dei peduncoli: l'"Eriophorum angustifolium angustifolium" è alto fino a 100 cm e ha peduncoli a superficie liscia, mentre l'"Eriophorum angustifolium triste" presenta peduncoli ruvidi e raggiunge solo 30 cm di altezza.

## Coltivazione
Sebbene "difficile da crescere in coltivazione", la Royal Horticultural Society afferma che l'Eriophorum angustifolium può essere coltivato come fiore selvatico a bassa manutenzione, adatto a prati, margini di stagni o giardini di paludi. Ciò può essere ottenuto su un terreno riparato o esposto, ma si può realizzare al meglio con il sole pieno a sud o ovest, in acqua fino a 5 centimetri di profondità.  Sono richiesti torba, sabbia, argilla o terriccio scarsamente drenati con un pH del terreno acido.  L'Eriophorum angustifolium è "generalmente privo di parassiti".  Come piantina e pianta giovane viene mangiata da pecore e bovini e da una varietà di specie di oca. È tollerante all'acqua calcarea (arricchita con ferro), ma può soccombere alle muffe polverose.

## Usi

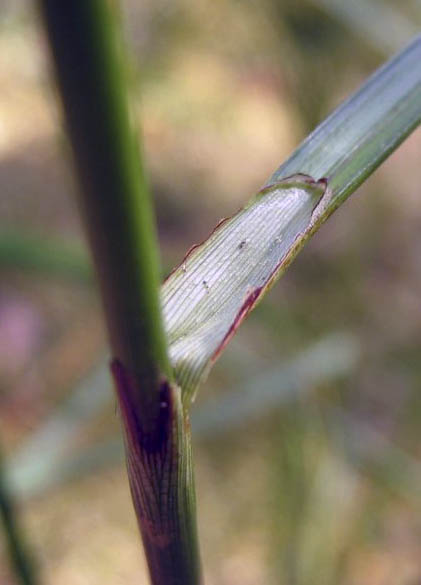
Il gambo di Eriophorum angustifolium, una parte commestibile del carice utilizzato nella cucina dei nativi americani

I semi e gli steli dell'Eriophorum angustifolium sono commestibili e vengono utilizzati nella cucina tradizionale dei nativi americani dai nativi dell'Alaska, dagli Inuit e dagli Inupiat. Le foglie e le radici di Eriophorum angustifolium sono anche commestibili e, a causa delle sue proprietà astringenti, è usato dai popoli Yupik per scopi medicinali, usato decotto, infusione o cataplasma, per trattare problemi del tratto gastrointestinale umano, e Vecchio Mondo per il trattamento della diarrea. L'Eriophorum angustifolium può crescere con una densità sufficiente per nascondere zone umide e paludi. Di conseguenza, può essere utilizzato come indicatore naturale delle aree pericolose e per evitare di attraversarle. I tentativi di creare un filo simile al cotone dai peli delle teste dei semi della pianta sono stati ostacolati dalla sua fragilità, ma è stato utilizzato nella produzione di carta e stoppini di candele in Germania, ed è stato usato come sostituto della piuma nell'imbottitura di cuscini in Svezia e Sussex, Inghilterra. In Scozia, durante la prima guerra mondiale, veniva usato per proteggere le ferite.
Nel 2002, la campagna County Flowers di Plantlife International, che ha chiesto ai membri del pubblico di nominare e votare un emblema di fiori selvatici per ciascuna delle contee e aree metropolitane del Regno Unito, ha portato alla scelta dell'Eriophorum angustifolium come Fiore di Contea della Greater Manchester.